# Otokar II. Štajerski
Otokar II. (Štajerski), tudi Otakar, († 28. november 1122), iz rodu Traungauci, ene od vej  Otokarjev, je bil grof v  Traungau in v Chiemgau ter Mejni grof Štajerske od leta 1082 do 1122.

## Življenje in delovanje
Bil je sin  Otokarja I. in Willibirge Eppensteinske iz Koroške. Poročen je bil z Elizabeto, eno od hčera  Babenberškega mejnega grofa Leopolda II. Avstrijskega. Po zmagovitem boju na strani Gregoriancev (papeške stranke) zoper brata Adalbera v  investiturnem boju je brata leta 1082 nasledil  kot mejni grof. 
Leta 1080 je ustanovil kot kolegijski samostan, kasnejši benediktinski samostan  Garsten (pri Steyr-ju).
Po izumrtju  Eppensteinov, ki so bili Koroški vojvode, je leta 1122 njihovo lastno bogato premoženje na Štajerskem prešlo na njihove sorodnike svake  Traungauce, kar je njihov položaj v njihovi Mejni grofiji zelo učvrstilo.  Mejna grofija je bila leta 1122 izločena iz Vojvodine Koroške in neposredno podrejena Nemški državi (Rajhu). Zgodovinar  Hans Pirchegger  to imenuje za leto rojstva Štajerske.

## Potomci
- Leopold I. Močni († 1129)
- Kunigunda († 1161), ∞ grof Bernard Mariborski († 1147)
- Willibirg († 1145), ∞ Ekbert II. grof iz Formbach-Pitten († 1144)